# Viktor von Weizsäcker

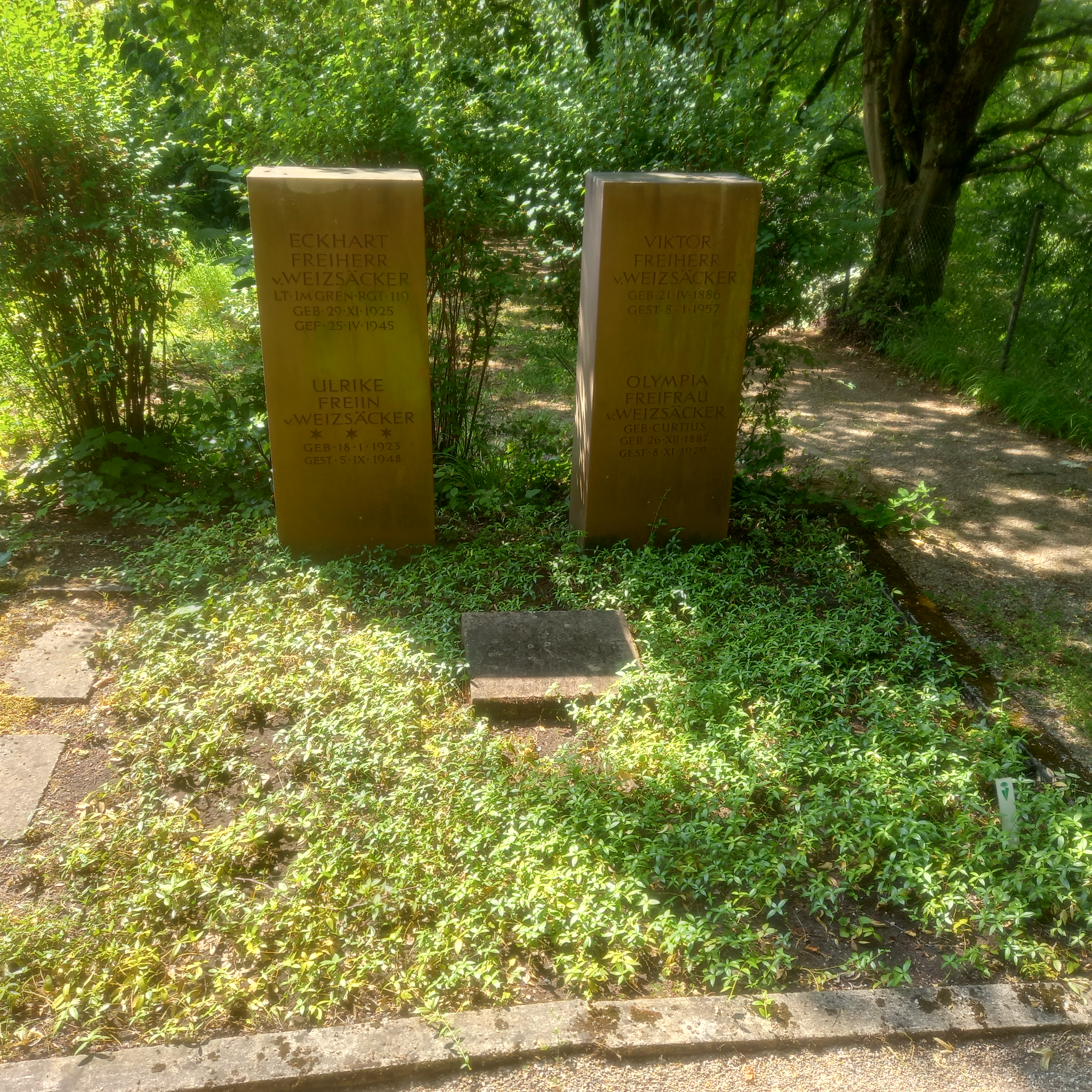
Das Grab von Viktor von Weizsäcker und seiner Ehefrau Olympia geborene Curtius im Familiengrab auf dem Friedhof Handschuhsheim in Heidelberg

Viktor Weizsäcker, ab 1916 Freiherr von Weizsäcker (* 21. April 1886 in Stuttgart; † 8. Januar 1957 in Heidelberg) war ein deutscher Mediziner. Er war Neurologe, befasste sich mit Themen der Sozialmedizin und gilt als ein Begründer der psychosomatischen Medizin und der modernen medizinischen Anthropologie. Mit Viktor Emil von Gebsattel, Jürg Zutt (1893–1980), Ludwig Binswanger und Dieter Wyss gilt er als Vertreter der existential-anthropologischen Theorie der Psychotherapie.

## Familie
Viktor Weizsäcker wurde am 21. April 1886 in Stuttgart geboren. Sein Vater, Karl von Weizsäcker entstammte dem pfälzisch-württembergischen Geschlecht Weizsäcker. Sein Bruder war Ernst von Weizsäcker, Bundespräsident Richard von Weizsäcker war sein Neffe.
1916 wurde sein Vater, der bereits 1897 mit dem Amt des Ministerialdirektors den persönlichen Adel erhalten hatte, mit seiner ganzen Familie von König Wilhelm II. von Württemberg mit der Verleihung des erblichen Adels in den Freiherrnstand erhoben.
1920 heiratete Viktor von Weizsäcker Olympia Curtius (1887–1979), die Tochter von Friedrich Curtius und Schwester des Romanisten Ernst Robert Curtius.
Aus seiner Ehe mit Olympia Curtius stammen die Kinder Robert Karl Ernst (* 1921; vermisst 1942), Ulrike Gerda (1923–1948), Eckhard (1925–1945) und Cora (1929–2009), die mit dem Physiker Siegfried Penselin (1927–2014) verheiratet war.

## Studium, Habilitation, Militär, 1904–1918
1904 machte Viktor Weizsäcker Abitur am humanistischen Eberhard-Ludwigs-Gymnasium Stuttgart und begann Medizin an der Eberhard Karls Universität Tübingen. Dort war er Mitglied der den süddeutschen Liberalismus prägenden Tübinger Studentenverbindung Akademische Gesellschaft Stuttgardia.
Später studierte er noch an der Albert-Ludwigs-Universität Freiburg, an der Friedrich-Wilhelms-Universität Berlin und an der Ruprecht-Karls-Universität Heidelberg.
1908 lernte er seinen Kommilitonen Arthur Kronfeld kennen, der ihn zusammen mit seinem Freund Otto Meyerhof für die Philosophie von Leonard Nelson und Jakob Friedrich Fries zu interessieren suchte und wahrscheinlich auch mit den Schriften Freuds bekannt machte.
Gemeinsame Vorlesungsbesuche bei Wilhelm Windelband bis hin zu persönlichen Kontakten mit Hans Driesch und anderen Philosophen in Heidelberg wie Hans Ehrenberg sind der reale Hintergrund für die „Versuchung, die Medizin zu verlassen und – Philosoph zu werden“, von der er später berichtete. Doch blieb er seinem Interesse für die Medizin treu und promovierte am 28. Juni 1910 bei dem Internisten Paul Morawitz mit einer Arbeit über die Blutgeschwindigkeit.
In dieser Zeit ließ er sich wie Meyerhof in der Klinik Ludolf von Krehls von Otto Warburg für die Physiologie des Herzens interessieren. Wie sie habilitierte er sich über den Energiestoffwechsel.
Im Ersten Weltkrieg war Viktor von Weizsäcker zunächst bei Verdun im Einsatz und später mit Ludolf von Krehl für die Inspektion von Feldlazaretten zuständig.

## Universitätsklinik Heidelberg – Forschung, 1920–1940
Ab 1920 leitete Weizsäcker die neurologische Abteilung an der Krehl'schen Klinik in Heidelberg. 1926 (nach Angabe in seinem autobiografischen Werk Natur und Geist. 1928, S. 61) besuchte er Sigmund Freud und Max Scheler. Diese Besuche hatten eine zentrale Bedeutung für sein weiteres Schaffen. Im selben Jahr erschien seine Schrift Stücke einer medizinischen Anthropologie in der von Martin Buber und Joseph Wittig herausgegebenen Zeitschrift Die Kreatur, bei der er von 1926 bis 1930 Mitherausgeber war.
1932 formulierte er seine Ideen zum Gestaltkreis, mit dem er die Einheit von Wahrnehmung und Bewegung theoretisch darzustellen suchte. Weizsäckers Ziel war die Einführung des Subjekts in die Medizin, der vielzitierte erste Satz des Gestaltkreises lautete: „Um Lebendes zu erforschen, muss man sich am Leben beteiligen.“ Er arbeitete mit Marianne Fuchs, förderte ihre Arbeit und lieferte für die von Fuchs entwickelte tiefenpsychologische Körperpsychotherapie Funktionelle Entspannung mit seiner Publikation Der Gestaltkreis die theoretische Basis.
Im Jahr 1933 stand Viktor von Weizsäcker dem Nationalsozialismus nicht konsequent ablehnend gegenüber. In einem Vortrag „Ärztliche Aufgaben“, den er im Dezember 1933 an der Universität Freiburg auf Einladung des Rektors Martin Heidegger hielt, der bereits 1932 die NSDAP gewählt hatte und ihr am 1. Mai 1933 beigetreten war, gab er laut Udo Benzenhöfer ein „deutliches Signal seiner Übereinstimmung mit dem Nationalsozialismus“ und sprach in einigen Passagen „den Nationalsozialisten zumindest teilweise das Wort“. Allerdings stellte er nach Benzenhöfer trotz formaler Einverständniserklärung mit dem Führerprinzip die Freiheit des Einzelnen eindeutig über die Freiheit des Kollektivs:
„Jeder Führer muß wissen, und der wahre Führer weiß es, daß es an ihm liegt, dem Einzelnen zu befreiender Entfaltung zu helfen. Darin und in nichts anderem beruht die Tüchtigkeit und Kraft eines Führers. Hier ist die Wurzel der Gemeinschaft.“
Der Vortrag erschien 1934 in der nationalsozialistisch ausgerichteten Zeitschrift Volk im Werden.

## Ordinariat für Neurologie, 1941–1945
Weizsäcker wurde am 1. Mai 1941 in Nachfolge von Otfrid Foerster Professor für Neurologie an der Universität Breslau und in Verbindung mit diesem Lehrstuhl Leiter des Wenzel-Hancke-Krankenhauses sowie des Neurologischen Forschungsinstituts. Entgegen der lokalisatorischen und neurochirurgischen Orientierung seines Vorgängers richtete Weizsäcker das Institut seinen eigenen Forschungs-Schwerpunkten entsprechend aus. Er schuf zwei neue, eine biologische und eine physiologische Abteilung, in denen er seine Gestaltkreis-Forschung zum Wahrnehmen und Bewegen in möglichst natürlichen Situationen – oftmals als Selbstversuche durchgeführt und auf der Grundlage seiner 20-jährigen Forschung in Heidelberg – fortführte. In der Zeitspanne zwischen 1941 und 1945 publizierten er und seine Mitarbeiter entsprechende Studien. Weizsäcker suchte weitere Nachweise, dass nicht ausschließlich die anatomische Struktur jede biologische Leistung determiniert, sondern der Organismus stets in unmittelbarer Verbindung mit seiner Umwelt eine Entscheidung trifft. Untersucht wurden beispielsweise: Die Armbewegungen bei der Überwindung von Widerständen, der Hammerschlag, Pendelbewegungen und der gezielte Wurf.
„Wir gingen davon aus, dass eine neue Grundlegung der theoretischen Neurologie nicht nur von der Physiologie der nervösen Funktion, also vom Prinzip der Erregung, Leitung und Lokalisation, sondern von der experimentellen Analyse der Akte der Sinneswahrnehmung und der natürlichen willkürlichen Bewegung auszugehen habe.“
Die von Weizsäcker untersuchten „Polyphänen Farben“ beispielsweise werden bei einem Ausgangslicht wahrgenommen, welches die gesehenen Farben als Wellenlängen gar nicht enthält, also auch die entsprechenden Rezeptoren der Retina nach der klassischen Sinnphysiologie des menschlichen Auges gar nicht erregen dürfte. (Die Veröffentlichung von 1948 enthält den Hinweis, dass ein Großteil dieser experimentellen Forschung bereits in Breslau durchgeführt wurde.)  Weizsäcker bestritt den lokalisatorischen Standpunkt der Neurologie nicht einfach nur aus einer philosophischen Perspektive, sondern auf der Grundlage einer wissenschaftlichen Forschung, die sich gezielt einer anderen Methodik als lediglich der Neuroanatomie und Neuropathologie bediente. Aus ihr leitete er seine Kritik jeder einen Dualismus voraussetzenden Psychophysik und Erkenntnistheorie ab. Wenn das Leben nur durch Beteiligung an ihm zu erforschen ist und Wahrnehmen immer zugleich Bewegen ist, dann hat dies erkenntnistheoretische Konsequenzen:
„Es gibt nicht eine reine Erkenntnis der schon zuvor vorhandenen und nur noch zu findenden Wahrheit, sondern Wahrheit ist möglich, doch müssen wir sie verwirklichen.“
Neben diesen neu aufgebauten Abteilungen, in denen er gemeinsam mit seinen Mitarbeitern seine eigene Forschung betrieb, ließ Weizsäcker die bereits unter O. Foerster existierende neuropathologische Abteilung weiter bestehen. Sie war unter Foerster von dessen Schüler Oskar Gagel geleitet worden. Dieser wechselte aber 1940 nach Wien, so dass Weizsäcker diese ebenfalls offene Stelle neu besetzen musste. Im März 1942 übergab er daher dem ausgewiesenen Neuropathologen Hans Joachim Scherer die kommissarische Leitung dieser Abteilung. Die endgültige Übernahme dieser Stelle war Scherer verwehrt, da die offiziellen Stellen seine Gegnerschaft zum Nationalsozialismus kannten. Er war durch die Gestapo verhaftet und verhört worden, nach Belgien geflüchtet, aber infolge der Besetzung durch die Deutschen zunächst interniert und dann wieder zur Rückkehr nach Deutschland gezwungen worden. Weizsäcker schütze ihn also vor einer erneuten Verfolgung durch die Aufnahme in seinem Institut. Scherer hatte insbesondere über Gliome publiziert und gilt noch heute als ein Pionier dieser speziellen Forschung. In Breslau arbeitete er an einem Buch über die vergleichende Neuropathologie der Höheren Säugetiere. Weder Weizsäcker noch Scherer hatten ein wissenschaftliches Interesse an der neuroanatomischen Untersuchung und Unterscheidung von angeborenen oder erworbenen Formen schwerer Behinderungen bei Kindern.
Etwa zeitgleich (1942) wurde in der oberschlesischen Heil- und Pflegeanstalt Loben (heute Lubliniec) zusätzlich eine Jugendpsychiatrie unter der Leitung von Elisabeth Hecker eingerichtet. Diese wird nach der Neubesetzung der Breslauer Neuropathologie eine Anfrage an das Neurologische Forschungsinstitut Breslau gestellt haben, ob dort neuropathologische Untersuchungen in Loben verstorbener Patienten durchgeführt werden könnten. Es spricht alles dafür, dass Weizsäcker – der zu diesem Zeitpunkt von den Hintergründen der erbetenen Zusammenarbeit logischerweise noch nichts wissen konnte – sie als Institutschef genehmigt und seinem Neuropathologen Scherer übergeben hat.
In der Folgezeit wurden in Loben mindestens 292 Kinder mit dem Barbiturat Luminal (Phenobarbital) ermordet und hirnpathologische Präparate mit einem Auszug aus der Krankengeschichte von über 200 Kindern zur Untersuchung nach Breslau gesendet. Als Todesursache wurde fast immer eine Lungenentzündung angegeben, so dass für jeden, dem die Anzahl der Präparate und die angegebenen Todesursachen bekannt waren, klar sein musste, dass diese Kinder im Rahmen einer systematischen „Euthanasie“ getötet worden waren. Sogar die Sekretärin des Breslauer Instituts, D. Heinzmann, welche die Pakete aus Loben vom Hausmeister erhielt, öffnete und als bereits unter Gagel eingearbeitete Mitarbeiterin der Neuropathologie die Präparate für die Untersuchung durch Scherer vorbereitete, berichtete nach dem Krieg, ihr und ihrer Kollegin sei die Tötung dieser Kinder klar gewesen. Interessant daran ist, dass sie zwar mit ihrer Kollegin, wegen derer sie alle Reden Hitlers im Radio mitanhören musste, nie aber mit Scherer selbst darüber gesprochen habe, obwohl auch ihm dieser Zusammenhang klar gewesen sein müsse. Weizsäcker habe diese Präparate und Krankengeschichten nie zu sehen bekommen. Für das Schweigen oder offene Gespräch über die Ermordung dieser Kinder scheint weniger die ideologische Überzeugung als die institutionelle Hierarchie entscheidend gewesen zu sein. Die beiden Sekretärinnen haben sich trotz unterschiedlicher Einstellungen zum Nationalsozialismus beunruhigt darüber verständigt, aber nie mit ihren Vorgesetzten darüber gesprochen.
Die über 200 Untersuchungsberichte wurden ohne Ausnahme von Scherer angefertigt und unterschrieben. Für ihre Übersendung hat sich E. Hecker in einer Veröffentlichung ausdrücklich bedankt. Es ist offensichtlich, dass sie Weizsäcker vor allem in seiner Funktion als diese Untersuchungen durch seinen Neuropathologen ermöglichenden Institutsleiter namentlich erwähnte – nicht als diese Forschungen mit einem eigenen Interesse selbst Durchführenden. Darüber hinaus lässt sich gerade aus dieser Publikation E. Heckers schließen, dass jenes Interesse und die Initiative zu dieser Zusammenarbeit nicht von Weizsäcker oder Scherer in Breslau, sondern von ihrem eigenen wissenschaftlichen Interesse ausging. Sie betrieb in Loben, wohin auch zahlreiche Kinder aus im Umkreis aufgelösten Anstalten überwiesen wurden, eine aufwendige Diagnostik, führte mit den selektierten Kindern ein Encephalogramm (Pneumoenzephalografie) durch, sezierte die getöteten Kinder und betrieb eine Art Forschungsprojekt zur neuroanatomisch lokalisierbaren Unterscheidung von angeborenen beziehungsweise erworbenen Hirnschädigungen sowie ihren Auswirkungen auf die voraussichtlich eigenständige Lebensführung und Arbeitsfähigkeit der Kinder. Die bereits erwähnte Arbeit publizierte sie in dem „Archiv für Rassen- und Gesellschafts-Biologie“. Dieses wurde von einem der wichtigsten Vordenker der Kinder-Euthanasie herausgegeben, dem Rassenbiologen Alfred Ploetz.
„Ein sehr umfangreiches Arbeitsgebiet unserer Klinik ist auch die Erbbiologie, später hoffen wir auch hierin Beiträge geben zu können. Sehr großen Wert wird auf die Klärung der Frage, ob ererbter oder durch Krankheit erworbener Schwachsinn vorliegt, gelegt. Wir benutzen dabei alle Methoden, die für uns erreichbar sind. Enzephalogramm, Sippenbearbeitung usw. … Wir sind dabei, die klinischen Befunde, die Enzephalogramme usw. an Hand der pathologisch-anatomischen Befunde auszuwerten.“
Die Frage, ob Weizsäcker in der Zeit zwischen 1942 und 1945 die Hintergründe dieser Untersuchungen seines Neuropathologen bewusst geworden sind oder nicht, ist ungeklärt.
Im Wenzel-Hancke-Krankenhaus wurde Weizsäcker insbesondere mit der Behandlung kriegsbedingt Hirnverletzter konfrontiert. Diese Erfahrungen schlugen sich nach dem Krieg in einem Aufsatz „Über die Hirnverletzten“ nieder, den er für die Festschrift zum 70. Geburtstag von Kurt Goldstein verfasste.
Darüber hinaus publizierte Weizsäcker in seiner Breslauer Zeit mehrere Schriften, die sich mit grundsätzlichen Fragen der Neurologie beschäftigten und die stets auf eine grundlegende Reform der Medizin insgesamt zielten. Sie kritisierten die ausschließlich naturwissenschaftliche Orientierung der an den Universitäten gelehrten Medizin und setzten dem entgegen, was Weizsäcker bereits im Gestaltkreis als die „Einführung des Subjekts“ in die Wissenschaften bezeichnet hatte. Dies darf jedoch nicht als ein philosophischer Überbau einer ansonsten unveränderten Körpermedizin missverstanden werden. Weizsäcker strebte stets den experimentell begründeten Nachweis an, dass bis in die sinnes- und bewegungsphysiologische Analyse hinein die Reaktion eines Organismus kein mechanisch determinierter Ablauf, sondern zugleich die Entscheidung einer wissenschaftlich ebenfalls anzuerkennenden menschlichen Persönlichkeit darstellt.
1944 schrieb er seinen Werdegang von der Physiologie zur Inneren Medizin und Neurologie und Psychotherapie in Breslau nieder, der unter dem Titel Natur und Geist veröffentlicht wurde.
Ab Ende Januar 1945 gelangte von Weizsäcker über mehrere Stationen (Liegnitz, Dresden, Schkeuditz) – jeweils versehen mit einem entsprechenden Marschbefehl – schließlich Ende März 1945 nach Heiligenstadt, übernahm dort die Leitung eines Lazaretts und geriet im April in amerikanische Kriegsgefangenschaft.

## Lehrstuhl für Psychosomatik in Heidelberg, 1945–1952
Im August 1945 konnte von Weizsäcker kommissarisch die Leitung des Physiologischen Instituts der Ruprecht-Karls-Universität Heidelberg übernehmen. Im September 1945 nahm er seine Lehrtätigkeit an der Universität auf, die ihm am 7. September 1945 eine Professur anbot und am 1. März 1946 (rückwirkend zum 15. August 1945) in das Ordinariat Allgemeine Klinische Medizin berief. Aus dieser ging die Psychosomatische Abteilung an der Krehlklinik in Heidelberg hervor, von der eine Station zur Erinnerung an von Weizsäcker seinen Namen trägt.
Helm Stierlin erinnerte sich an Weizsäckers Vorträge als eher „kryptisches“ Erlebnis. Was ihm sehr zugesagt habe, war die offene Diskussion der nationalsozialistischen Vergangenheit im Kreis um von Weizsäcker, zu denen u. a. auch der Psychoanalytiker Alexander Mitscherlich und der Pathologe und Internist Wolfgang Jacob zählten.
Als Obergutachter rehabilitierte Viktor von Weizsäcker den Neurologen Georg Schaltenbrand, der nach Kriegsende wegen medizinischer Versuche an Menschen seine Position an der Universitätsklinik in Würzburg verloren hatte. Dieser konnte so nun, ab 1950, seine Forschungen fortsetzen.
1950 eröffnete Weizsäcker mit Hilfe der Rockefeller-Foundation eine Klinik für Psychosomatik, deren Leitung später Mitscherlich übernahm.
Von Weizsäcker unterstützte gemeinsam mit Richard Siebeck 1953 die Inbetriebnahme der Schwesternschule der Universität Heidelberg, welche die Rockefeller Foundation gefördert hatte, mit deren erster Schulleitung Olga Freiin von Lersner. Die Schwesternschülerinnen konnten einen Praxiseinsatz in der Klinik für Psychosomatik absolvieren und an entsprechenden Lehrveranstaltungen teilnehmen.
Seine Emeritierung 1952 hat Weizsäcker krankheitsbedingt nicht lange überlebt. Er verstarb am 8. Januar 1957 im Alter von 70 Jahren in Heidelberg und wurde auf dem dortigen Friedhof Handschuhsheim beigesetzt.

„Das Problem des Menschen […] in dieser Art Medizin ist, daß er, der Mensch, seine Krankheit, die als Teil seiner ganzen Biografie zu verstehen ist, nicht nur hat, sondern auch macht. Daß er die Krankheit, die Ausdrucksgebärde, die Sprache seines Körpers produziert, wie er jedes andere Ausdrucksgebiet und jedes andere Sprechen formt.“

## Ehrungen
- 1932 Mitglied der Heidelberger Akademie der Wissenschaften
- 1942 Mitglied Leopoldina[46]

## Werke
- Empirie und Philosophie - Herzarbeit / Naturbegriff, 1917.
- Kranker und Arzt, 1929.
- Soziale Krankheit und soziale Gesundung - Soziale Medizin, Verlag Julius Springer, 1930.
- Körpergeschehen und Neurose: Analytische Studie über somatische Symptombildungen, 1933.
- Der Gestaltkreis - Theorie der Einheit von Wahrnehmen und Bewegen, 1940.
- Gestalt und Zeit : nach einem am 17. 1. 1942 gehaltenen Vortrage, 1942.
- Begegnungen und Entscheidungen, 1949.
- Am Anfang schuf Gott Himmel und Erde - Grundfragen der Naturphilosophie, 1954.
- Natur und Geist; Erinnerungen eines Arztes, 1954.
- Menschenführung : nach ihren biologischen und metaphysischen Grundlagen betrachtet, 1955.
- Pathosophie, 1955.
- Der Arzt und der Kranke, Suhrkamp 1987.
- Wahrnehmen und Bewegen. Die Tätigkeit des Nervensystems, Suhrkamp, 1990.